# Ред Ривър (приток на Мисисипи)
Вижте пояснителната страница за други значения на Ред Ривър.
Ред Ривър или Южна Ред Ривър (на английски: Red River) е река в южната част на САЩ, десен приток на Мисисипи, протичаща през щатите Тексас, Оклахома, Арканзас и Луизиана. Дължината ѝ е 1754 km с лявата съставяща я река Норд Форк Ред Ривър (2190 km) и площ на водосборния басейн – 169 890 km².

## Извор, течение, устие
Река Ред Ривър се образува на 363 m н.в., в крайната югозападна част на щата Оклахома, на границата с щата Тексаса, от сливането на двете съставящи я реки Норд Форк Ред Ривър (лява съставяща) и Прери Дог Таун Форк (дясна съставяща), водещи началото си от платото Ляно Естакадо. В горното си течение Ред Ривър протича по крайната южна част на Големите равнини, а в средното и долното течение – през областта Пайни Удс и Мисисипската низина. По цялото си течение е типична равнинна река със спокойно и бавно течение, като в началото тече предимно на изток, по границата между щатите Оклахома и Тексас, а в долното течение – на югоизток. На 15 km преди устието се разделя на два ръкава – Олд Ривър, вливащ се отдясно в река Мисисипи, на 13 m н.в. и Атчафалая (220 km), течаща на юг и вливаща се в Мексиканския залив (По река Атчафалая отток има само по време на време на пълноводието на река Ред Ривър).

## Водосборен басейн, притоци
Водосборният басейн на река Ред Ривър е с площ от 169 890 km² (5,7% от водосборния басейн на Мисисипи). На север и изток водосборния басейн на река Ред Ривър граничи с водосборните басейни на река Арканзас и други по-малки десни притоци на Мисисипи, на юг – с водосборните басейни на реките Сабин, Тринити, Бразос и други по-малки, вливащи се в Мексиканския залив, а на запад – с водосборния басейн на река Рио Гранде.
Във водосборния басейн а река Ред Ривър има 16 реки с дължина над 200 km, като 9 от тях се вливат директно в нея и една е с дължина над 500 km. По-долу са изброени всичките 9 директни притока на Ред Ривър с дължина над 200 km, като за всяка от тях е показано какъв приток е (→, ляв), (←, десен), неговата дължина в (km), площ на водосборния басейн в (km²) и щата през който протичат.
- → Норд Форк Ред Ривър 436 / 13 000, Тексас, Оклахома
- ← Прери Дог Таун Форк 314 / 19 800, Тексас, Оклахома
- → Уошита 475 / 20 400, Оклахома
- → Блу Ривър 227 / 1700, Оклахома
- → Мъди Боди Крийк 282 / – , Оклахома
- → Кайамиши 285 / – , Оклахома
- → Литъл Ривър 349 / 10 889, Оклахома, Арканзас
- ← Салфер 282 / – , Тексас, Арканзас
- → Уашита 974 / – , Арканзас, Луизиана

## Хидрология
Подхранването на река Ред Ривър е предимно дъждовно. Оттокът ѝ е крайно неравномерен през годината. Нейното пълноводие е в края на пролетта и началото на лятото, а най-ниски нива се наблюдават в края на лятото и началото на есента. Тя е известна със своите големи наводнения, като най-катастрофалните са през 1776, 1826, 1852, 1950 и 1997 г.Среден годишен отток в долното ѝ течение (при град Александрия, Луизиана) 1600 m³/s, минимален 41,7 m³/s, максимален 6600 m³/s.

## Стопанско значение, селища
Водите на реката широко се използват за напояване, като за тази цел в средното ѝ течение, на границата между Оклахома и Тексас е изграден големия язовир „Тексома“. При средно състояние на речното ѝ ниво е плавателна за плитко газещи речни съдове до град Шривпорт. В долното ѝ течение, в щата Луизиана са разположени градовете Шривпорт и Александрия.